# Muskån

Muskån (även kallad Hammerstaån) är ett vattendrag som avvattnar nordöstra delen av Nynäshamns kommun samt delar av Haninge kommun. Den huvudsakliga källan är sjön Muskan i Ösmo, men tillrinning sker även från sjön Tärnan i Segersäng, från Grindsjön och från Vädersjön. Den utfaller i Sittuviken strax söder om Hammersta ruin och vidare ut i Saltsjön. I förhistorisk tid har ån varit en i landskapet inträngande farled.
Ån har ett meander-lopp och rinner huvudsakligen genom öppna odlingslandskap. Ett flertal mindre bäckar och diken ansluter till ån. Muskån har ursprungliga bestånd av havsöring och kräfta. Ån är också en viktig övervintringsplats för strömstare.